# Does to Me
«Does to Me» — песня американского кантри-певца Люка Комбса, вышедшая в качестве третьего сингла со второго студийного альбома What You See Is What You Get (2019). Песня записана при участии певца Эрика Чёрча.
Сингл достиг первого места в радиоэфирном хит-параде Country Airplay и четвёртого в кантри-чарте Hot Country Songs, получил 2-кратную платиновую сертификацию в США.

## История
Автор журнала Rolling Stone Country Джозеф Худак описал песню так: «Открываясь чистой слайд-гитарой, среднетемповая баллада напоминает о стиле Брюса Спрингстина и его прогрессии, а в тексте Комбс заявляет о своей собственной честности „синего воротничка“». Билли Дьюкс из Taste of Country написал: «Хотя эта песня не является самым сильным текстом, она …попадает в сердце так же быстро, как любой из его предыдущих семи хитов № 1… Больше всего радует слайд-гитара Гэри Морса, насыщающая микс». Комбс написал песню вместе с Рэем Фулчером и Тайлером Ривом и решил включить Чёрча в качестве партнёра по дуэту, поскольку считал, что она соответствует художественному стилю Черча наряду с его собственным.

## Коммерческий успех
В мае 2020 года песня «Does to Me» достигла первого места в американском кантри-чарте Country Airplay, что позволили Комбсу стать первым музыкантом у которого все первые 8 синглов побывали на вершине чарта с начала отсчёта этого чарта службой Nielsen SoundScan в январе 1990 года. Он также достиг 20-го места в Billboard Hot 100, став для Комбса его вторым хитом в Топ-20 этого основного американского чарта
Из альбома What You See Is What You Get (2019) вышли семь синглов и все попали на первое место Country Airplay: «Forever After All» (июнь 2021), «Better Together» (5 недель на № 1 в январе 2021); «Lovin’ on You» (5, сентябрь 2020); «Does to Me» (2, мая 2020); «Even Though I’m Leaving» (5, ноябрь 2019); «Beer Never Broke My Heart» (2, август 2019) и «Cold as You» (1, ноябрь 2021). Шесть подряд чарттопперов последний раз было в 2017 году из альбома Kill the Lights Люка Брайана.
Сингл получил 2-кратную платиновую сертификацию в США.

## Чарты
| Чарт (2020)                         | Высшая позиция |
| ----------------------------------- | -------------- |
| Канада (Billboard Canadian Hot 100) | 38             |
| Канада (Billboard Country)          | 1              |
| Новая Зеландия (Hot Singles, RMNZ)  | 38             |
| США (Billboard Hot 100)             | 20             |
| США (Billboard Country Airplay)     | 1              |
| США (Billboard Hot Country Songs)   | 4              |

| Чарт (2020)                        | Позиция |
| ---------------------------------- | ------- |
| США (Billboard Hot 100             | 93      |
| США (Country Airplay, Billboard)   | 8       |
| США (Hot Country Songs, Billboard) | 16      |

## Сертификации
| Регион                                                                      | Сертификация  | Продажи   |
| --------------------------------------------------------------------------- | ------------- | --------- |
| Канада (Music Canada)                                                       | 2× Платиновый | 160 000   |
| США (RIAA)                                                                  | 2× Платиновый | 2 000 000 |
| Данные о продажах + прослушиваниях приведены только на основе сертификации. |               |           |